# Boliwia na Letnich Igrzyskach Olimpijskich 2000
Boliwię na Letnich Igrzyskach Olimpijskich 2000 reprezentowało 5 zawodników, 3 mężczyzn i 2 kobiety.

## Lekkoatletyka
- Marco Condori – maraton (72. miejsce)
- Geovana Irusta – Chód na 20 km (42. miejsce)

## Pływanie
- Mauricio Prudencio – 100 m stylem grzbietowym (odpadł w eliminacjach)
- Katerine Moreno – 100 m stylem klasycznym (odpadła w eliminacjach)

## Tenis ziemny
- Diego Camacho – gra pojedyncza (odpadł w 1 rundzie, przegrywając 0:6, 1:6 z Jeff Tarango)